# Rozhrna
Rybník Rozhrna se nalézá v katastru obce Bukovka asi 0,6 km západně od obce Neratov nebo 3 km západně od centra města Lázně Bohdaneč v okrese Pardubice. Rybník je napájen potokem Bukovka.
Rybník byl postaven v druhé polovině 15. století majiteli Neratovského poplužního dvora – Bukovskými z Hustířan. V současnosti je využíván pro chov ryb.
Rozhrna spolu s nedalekými přilehlými rybníky Dolní Jílovky, Horní Jílovky, Tichý rybník, Trhoňka a Skříň tvoří významnou ornitologickou oblast vodního ptactva.
Po hrázi rybníka prochází naučná stezka Pernštejnskými rybníky, která seznamuje návštěvníky s historií a současností zdejšího rybníkářství a s rozmanitostí zdejších přírodních krás.

## Galerie

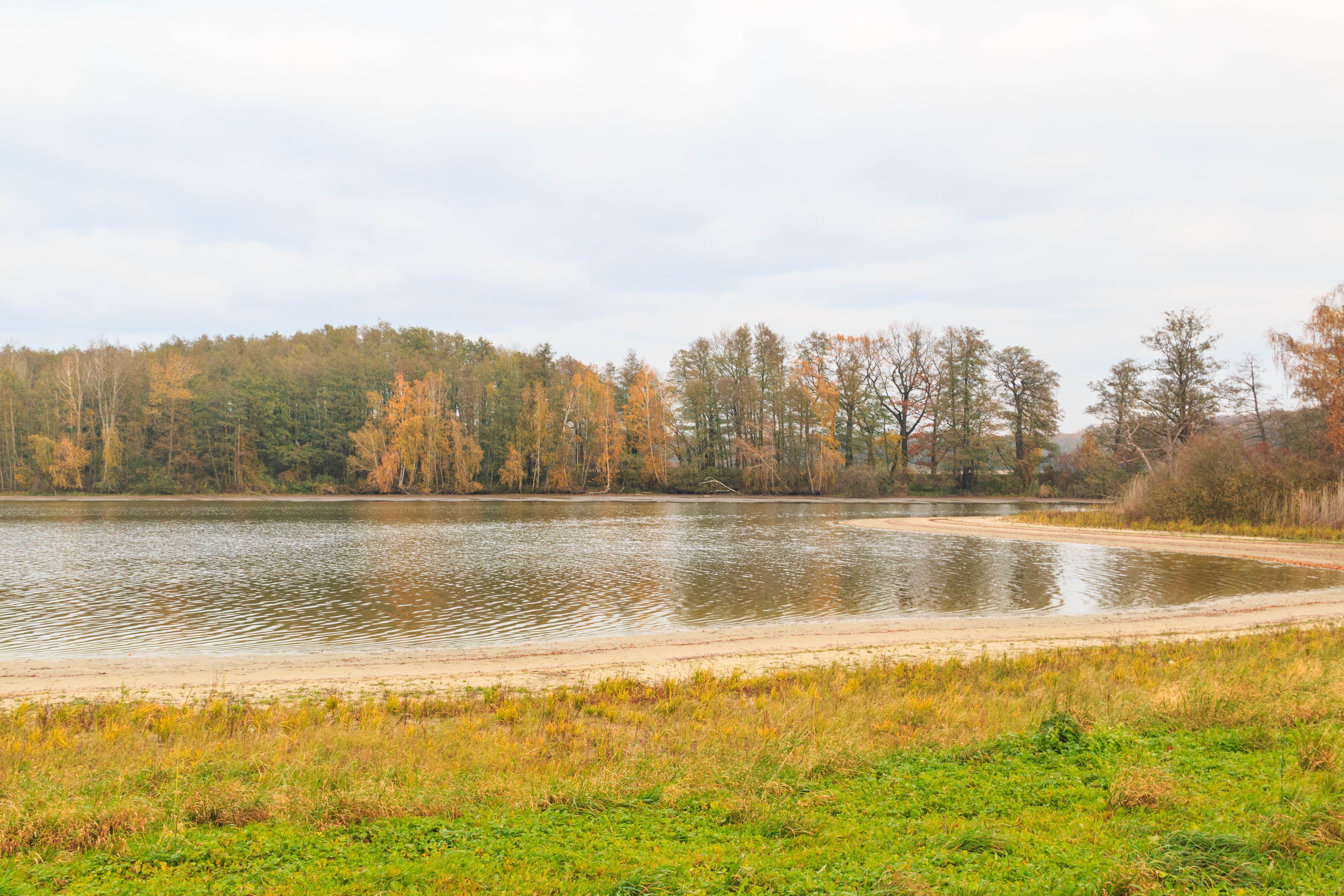
Rybník Rozhrna u Neratova
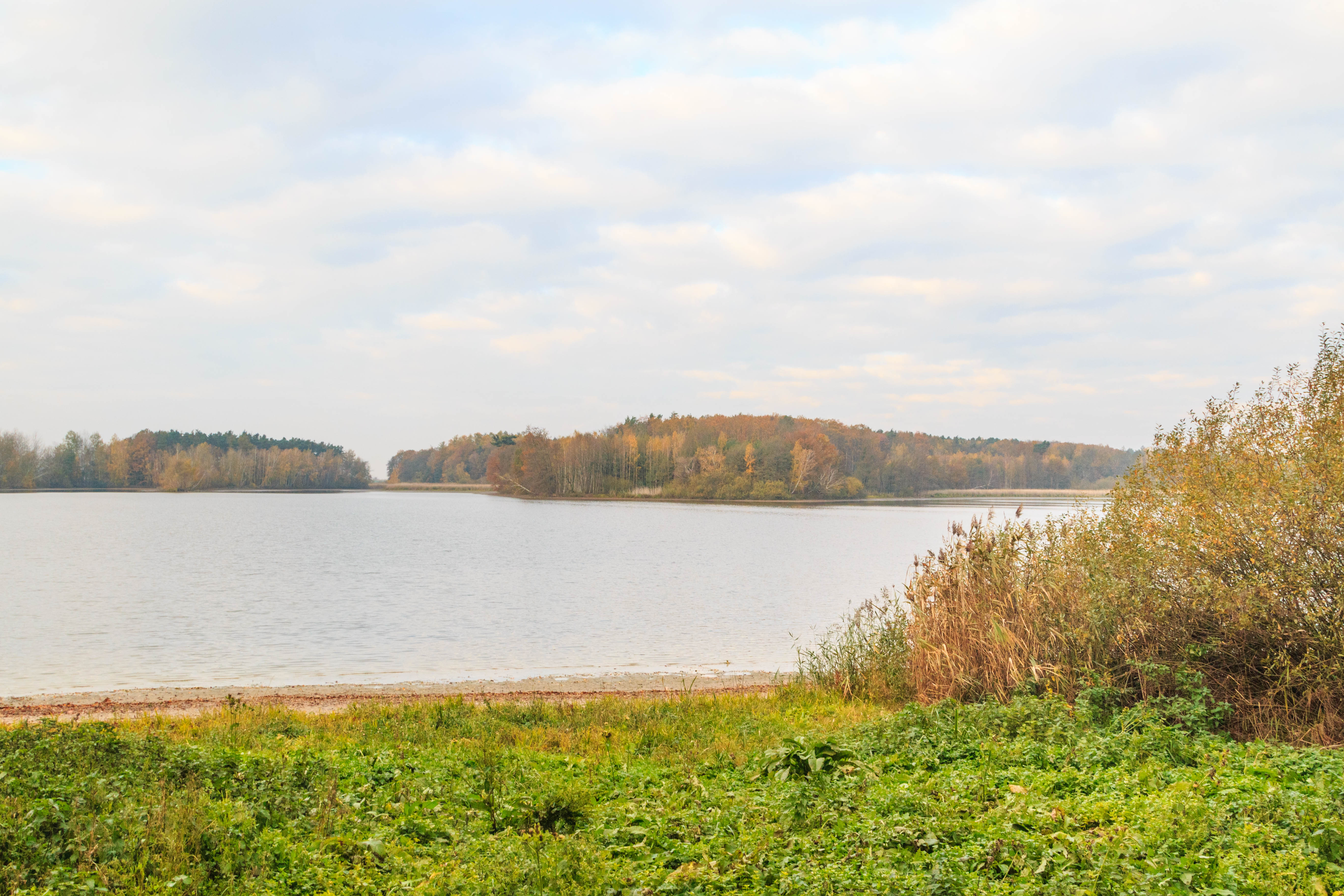
Rybník Rozhrna u Neratova
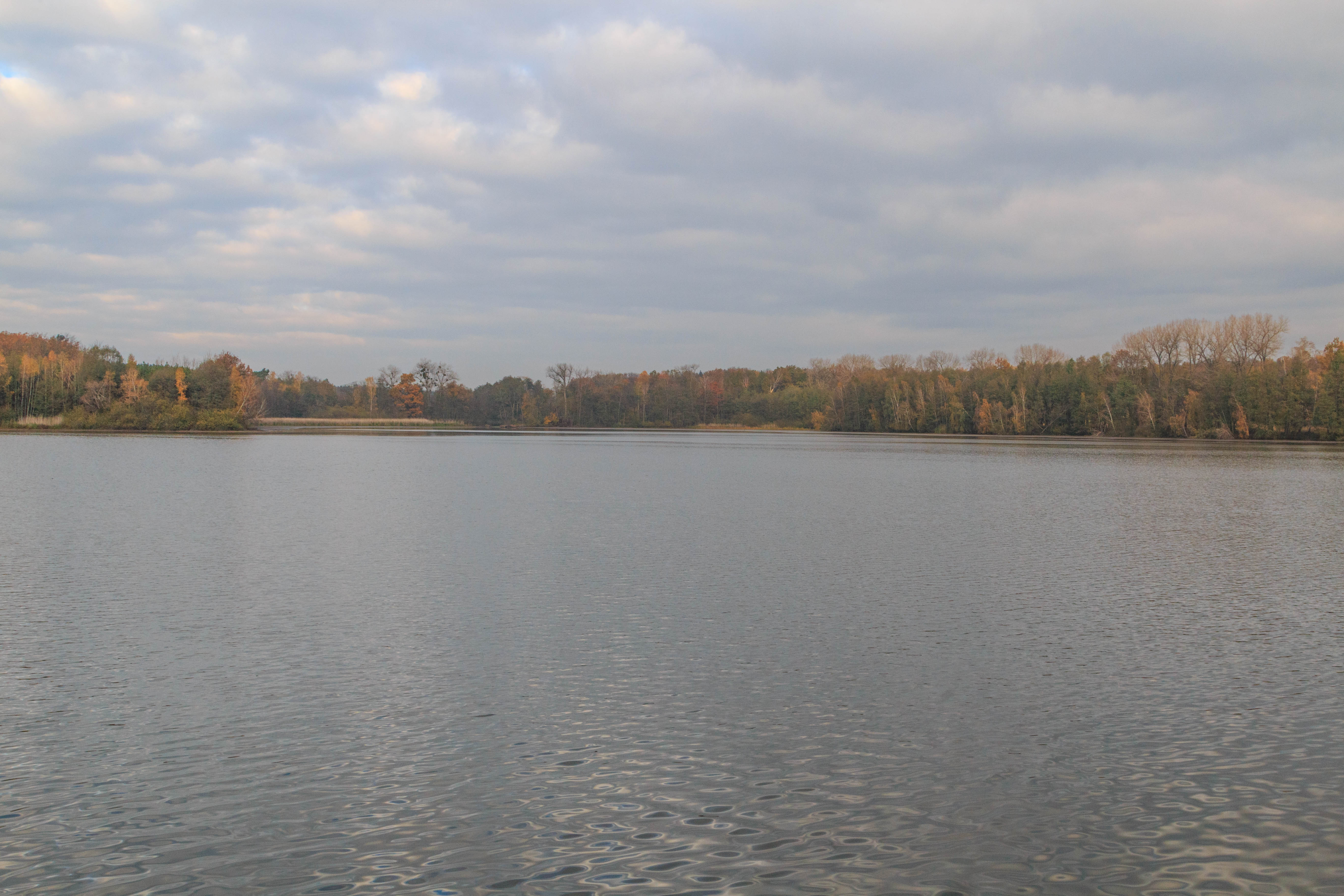
Rybník Rozhrna u Neratova
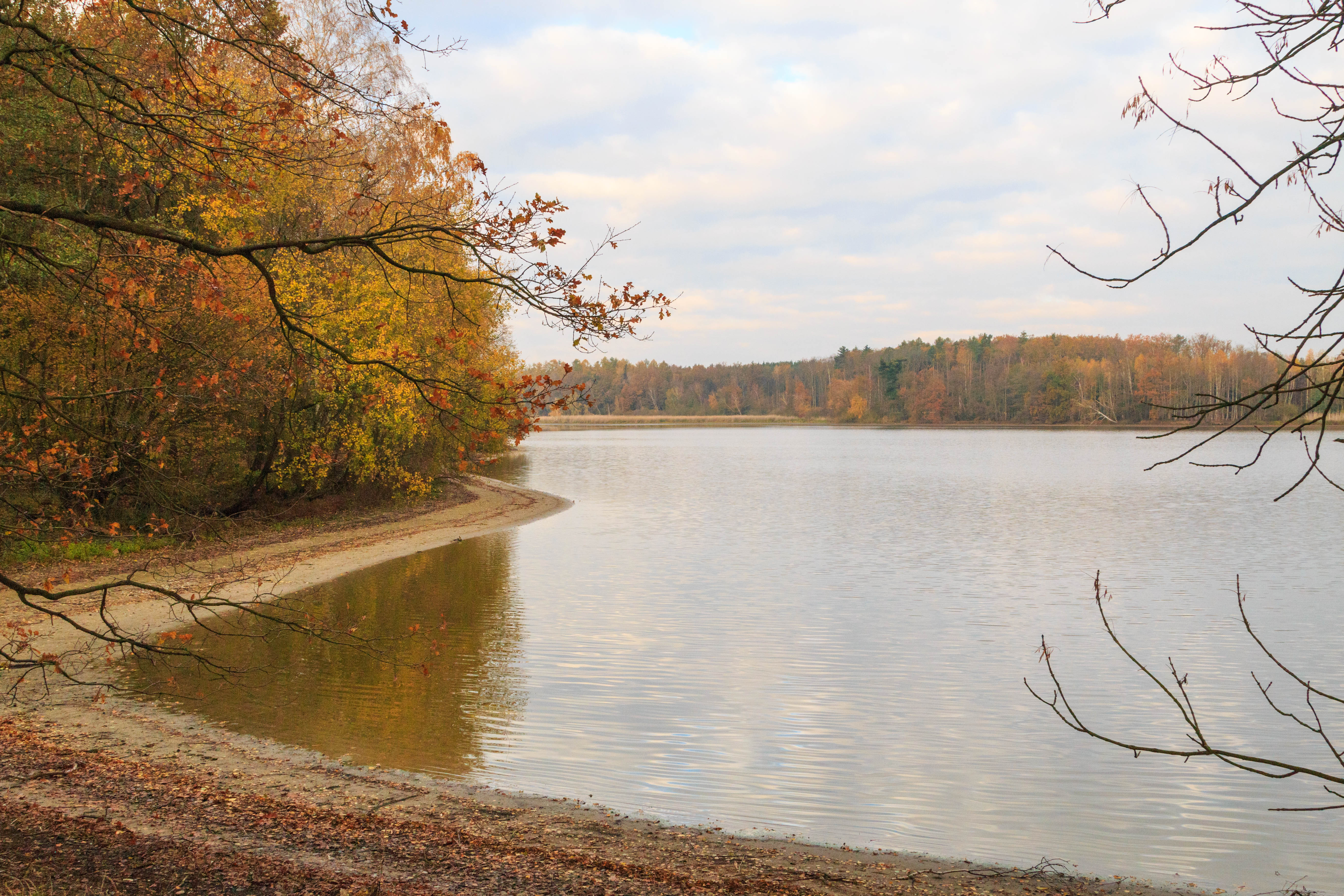
Rybník Rozhrna u Neratova